# شین دو هیون
شین دو هیون (کره‌ای: 신도현؛ زادهٔ ۵ نوامبر ۱۹۹۵) بازیگر اهل کره جنوبی است. او بیشتر به خاطر ایفای نقش در مجموعه‌های تلویزیونی همچون نواقص عشق (۲۰۱۹)، پلی‌لیست بیمارستان (۲۰۲۰)، ویرانگر در خدمتگزاری شما حاضر است (۲۰۲۱) و فصل دوم رکروت (۲۰۲۵) شناخته می‌شود.

## فیلم‌شناسی

### مجموعه تلویزیونی
| سال       | عنوان                             | نقش          | توضیحات            | منابع  |
| --------- | --------------------------------- | ------------ | ------------------ | ------ |
| ۲۰۱۸      | نخستین بوسه                       | کیونگ سو بین |                    | [ ۱ ]  |
| ۲۰۱۸      | سوییچ تغییر جهان                  | سو اون جی    |                    | [ ۲ ]  |
| ۲۰۱۸      | سومین افسون                       | کیم سو هی    | ۲ قسمت             | [ ۳ ]  |
| ۲۰۱۸      | فقط برقص                          | لی یه جی     |                    | [ ۴ ]  |
| ۲۰۱۹      | بانکدار                           | جانگ می هو   |                    | [ ۵ ]  |
| ۲۰۱۹      | اجتماعی شدن: درک رقص              | هان سو جی    | درامای ویژه کی‌بی‌اس | [ ۶ ]  |
| ۲۰۱۹–۲۰۲۰ | نواقص عشق                         | بک جانگ می   |                    | [ ۷ ]  |
| ۲۰۲۰      | پلی‌لیست بیمارستان                 | به جون هی    | فصل ۱              | [ ۸ ]  |
| ۲۰۲۰      | یادبودها                          | جانگ هان بی  |                    | [ ۹ ]  |
| ۲۰۲۱      | ویرانگر در خدمتگزاری شما حاضر است | نا جی نا     |                    | [ ۱۰ ] |
| ۲۰۲۴      | شکل‌گیری عشق                       | بانگ آه روم  |                    | [ ۱۱ ] |
| ۲۰۲۵      | رکروت                             | لی یو جین    | فصل ۲              |        |